# Parc national de la Fosse aux Lions
Le parc national de la Fosse aux Lions est un parc national situé dans la région des Savanes du Togo, d'une superficie de 16,4 km2 (ce qui en fait le plus petit des trois parcs nationaux togolais, les deux autres étant le parc national de la Kéran et le parc national de Fazao Malfakassa). 
Le parc a été créé en 1954, à l'époque où le Togo faisait partie de l'Afrique occidentale française, en tant que « forêt classée ». En 1988, le parc comptait encore de 47 à 60 éléphants. En 2015, le parc est décrit par l'UICN comme ayant disparu du fait de l'expansion des activités agricoles.